# Heinz-Wilhelm Esser

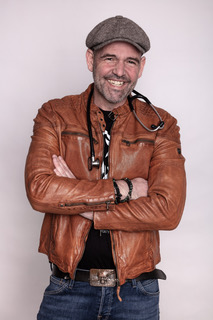
Heinz-Wilhelm Esser (2024)

Heinz-Wilhelm Esser (* 25. April 1974 in Mönchengladbach), auch bekannt als Doc Esser, ist ein deutscher Facharzt, Fernseh-, Podcast- und Hörfunkmoderator, Autor, Unternehmer und Musiker.

## Arzt
Esser studierte Medizin an der Universität zu Köln. Seine Dissertation verfasste er zum Thema Problembelastung und Behandlungsbedarf bei Kindern und Jugendlichen.
Er ist Facharzt für Innere Medizin, Pneumologie und Kardiologie mit den Zusatzbezeichnungen Intensivmedizin und Notfallmedizin. Er leitet als Oberarzt die Sektion Pneumologie am Sana-Klinikum in Remscheid. Gemeinsam mit einem Klinik-Kollegen führt er in Meerbusch eine kardiologische Privatpraxis mit diagnostischen Untersuchungen rund um Herz, Lunge, Gefäße und Kreislauf.

## Fernseh-, Hörfunk- und Podcast-Moderator
Der Westdeutsche Rundfunk Köln produziert seit 2016 mit Esser als Moderator die Informationssendung Doc Esser – Der Gesundheits-Check und deren Spin-offs. Dazu zählt auch Essers Gesundheitskompass, in dem er bewährte und neue Therapiemöglichkeiten vorstellt und kritisch hinterfragt. Außerdem startete er gemeinsam mit Anne Schneider den Podcast Coronavirus – Doc Esser klärt auf. Daraus entwickelte sich später der Podcast Frag dich fit. In anderen Fernseh- und Radiosendungen des WDR ist er als Experte zu Gast, z. B. in der WDR-Servicezeit und WDR 4 Mittendrin.
Zusammen mit Thomas Leipold moderiert Esser seit 2020 den Podcast „Diagnose: Zukunft“. Seit 2021 moderiert Esser den Podcast „Schmerz und Versorgung im Dialog“ der Deutschen Gesellschaft für Schmerzmedizin. Außerdem schreibt er für Stern oder Focus Online.
Mit dem Kabarettisten René Steinberg startete er ein gesundheitsbezogenes Bühnenprogramm mit dem Titel „Lachen und die beste Medizin“. Seit 2022 präsentiert Esser sein Bühnenprogramm „Gesund gestorben ist trotzdem tot“. Im Jahr 2024 kam das musikalisch begleitete Bühnenprogramm „Doc Esser & Band – Ein Doc für alle Fälle“ hinzu. Zusätzlich tritt er in der Tour „Steffi & ihre Radiofreunde“ der Hörfunkmoderatorin Steffi Neu auf.
Für sein Engagement in der Aufklärung zur Herzgesundheit erhielt Esser den DGK-Preis für Wissenschaftsjournalismus von der Deutschen Gesellschaft für Kardiologie (DGK).
Gemeinsam mit Anne Schneider erhielt er den DDG-Medienpreis der Deutschen Diabetes Gesellschaft in der Kategorie „Hören“ für seine Aufklärungsarbeit zu Diabetes im Podcast Frag dich fit.
Zudem hält er regelmäßig Fachvorträge und nimmt an Paneldiskussionen zu Themen wie Sport, Ernährung, Prävention und seelische Gesundheit teil.

## Publikationen
- Problembelastung und Behandlungsbedarf bei Kindern und Jugendlichen. Eine vergleichende Untersuchung von Eltern- und Selbsturteil. zugleich Dissertation Universität Köln, 2009 DNB 1001369807
- Kittel, Keime, Katastrophen. Wie Sie einen Krankenhausaufenthalt überleben – Kurzgeschichten aus dem Krankenhausalltag – unkonventionell, ungefiltert, authentisch!, Becker Joest Volk Verlag, Hilden 2018; ISBN 978-3-95453-150-9.
- Das große Gesundheitsbuch – Innere Medizin. Alles zu Herz, Kreislauf, Atemwegen und Darm, Becker Joest Volk Verlag, Hilden 2020; ISBN 978-3-95453-186-8.
- Health Food Rock n Roll, Gräfe und Unzer, München 2021; ISBN 978-3-8338-8096-4
- Doc Esser macht den Westen fit, Esser, Heinz-Wilhelm; Matthaei, Bettina, Becker Joest Volk Verlag, Hilden 2022; ISBN 978-3-95453-285-8
- Das Prinzip der Mutigen: Wie wir aus Krisen gestärkt hervorgehen, Gräfe und Unser, München 2023; ISBN 978-3-8338-8740-6.
- Frag dich fit – mit Doc Esser und Anne – die besten Tipps & Rezepte für ein gesundes Leben, Hölker Verlag, Münster 2024; ISBN 978-3-7567-1026-3.

## Unternehmer
Doc Esser hat mehrere Apps im Bereich Onkologie mitentwickelt, darunter die KI-basierte App „Easy Oncology“. Diese unterstützt Ärzte bei der Diagnostik, Therapieplanung und Nachsorge von Krebserkrankungen.

## Privates
Esser ist Gründungsmitglied der Band Substyle. Er spielt Gitarre, Klavier und Akkordeon.
Er ist sportlich engagiert und war zeitweise als Leistungsschwimmer aktiv.
Esser war verheiratet, hat drei Töchter und einen Sohn und wohnt in Köln.
Zusammen mit Mark Oette engagiert sich Esser für die Obdachlosenmedizin und gründete den Verein CAYA e.V., um die medizinische Versorgung von Obdachlosen zu verbessern. Darüber hinaus engagiert sich Esser ehrenamtlich als Kuratoriumsvorsitzender beim Sozialwerk der Gerichtsvollzieher (DGVB).